# Dundee Whaling Expedition

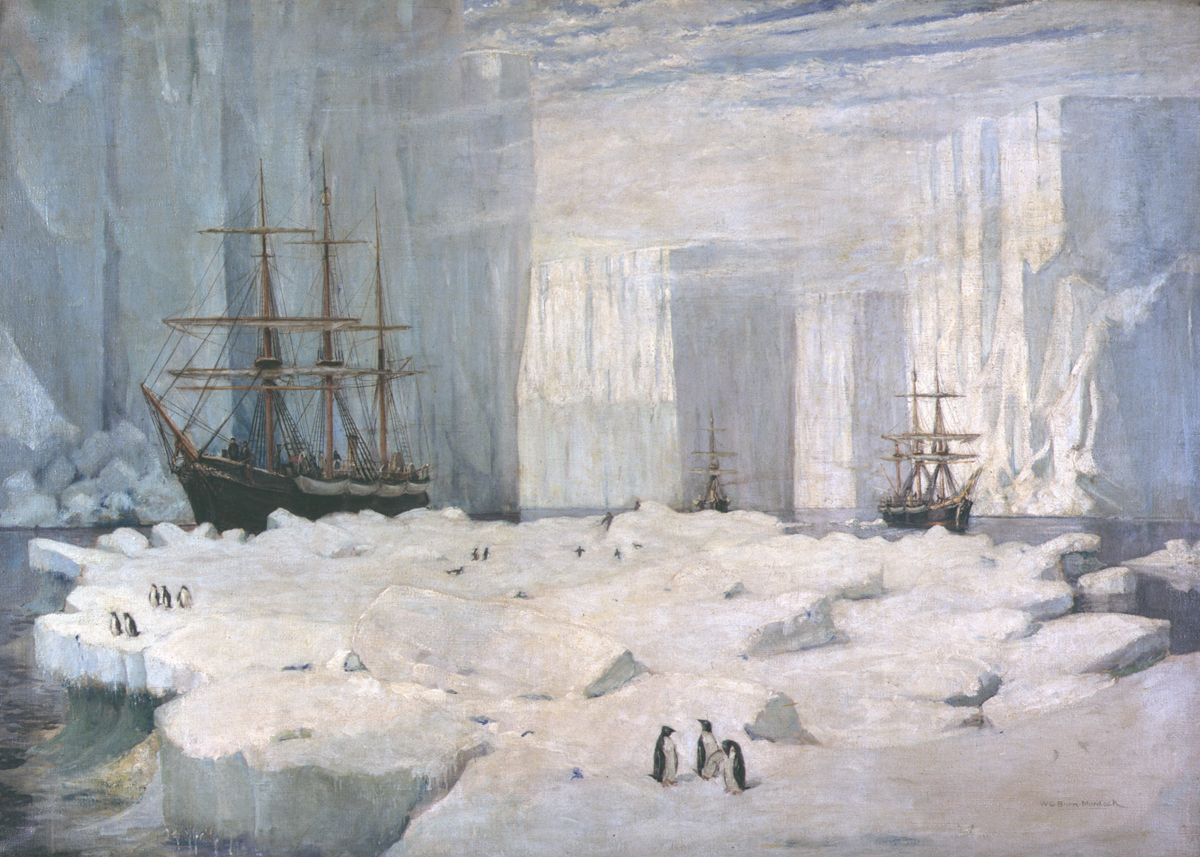
La Dundee Whaling Expedition par William Gordon Burn Murdoch.

La Dundee Whaling Expedition (1892 - 1893) fut une expédition commerciale en Antarctique.
Le 6 septembre 1892, une entreprise à décider d'envoyer depuis l'Écosse quatre baleiniers à vapeur pour chasser des baleines afin de sonder la viabilité économique des eaux proche de l'Antarctique. Le Balaena, Active, Diana et Polar Star appareillèrent de Dundee pour la mer de Weddell à la recherche d'Eubalaena.
Le 8 janvier 1893, le capitaine Thomas Robertson de l’Active a découvert l'île Dundee.
Le scientifique William Speirs Bruce, appuyé par la Royal Geographical Society, fut membre de l'expédition. Placé sous le capitaine Alexander Fairweather du Balaena, il fut déçu de l'expérience car il ne put vraiment développer ses activités scientifiques.
Le peintre écossais William Gordon Burn Murdoch prit part à l'expédition. Il en publia le récit en 1917, illustré de photographies et de ses dessins.